# سالومون أولمبي
سالومون رينيه أولمبي أولمبي (بالفرنسية: Salomon Olembe)‏، من مواليد 8 ديسمبر 1980 في ياوندي في الكاميرون، لاعب كرة قدم كاميروني.
بدأ مسيرته الكروية مع نادي نانت الفرنسي في عام 1997، ولعب معهم حتى عام 2002، وشارك معهم في 103 مباريات وسجل 7 أهداف، وفي موسم 2001/2002 أعير إلى نادي مارسيليا الفرنسي، ولعب معهم 8 مباريات، وفي عام 2002 انتقل إلى نادي مارسيليا الفرنسي، وأعير في موسم 2003/2004 إلى نادي ليدز يونايتد الإنجليزي، ولعب معهم 12 مباراة، وفي موسم 2005/2006 أعير إلى نادي الريان القطري، ولعب معهم 14 مباراة وسجل 3 أهداف، وهو يلعب حاليا مع نادي مارسيليا الفرنسي.
و هو يلعب مع منتخب الكاميرون لكرة القدم.

## روابط خارجية
- سالومون أولمبي على موقع الاتحاد الدولي (مؤرشف)  (الإنجليزية)
- سالومون أولمبي على موقع اتحاد تركيا (لاعب) (الإنجليزية)
- سالومون أولمبي على موقع قاعدة بيانات كرة القدم.إي يو (الإنجليزية)
- سالومون أولمبي على موقع ناشيونال فوتبول تيمز (الإنجليزية)
- سالومون أولمبي على موقع Soccerbase.com (لاعب) (الإنجليزية)
- سالومون أولمبي على موقع Soccerway.com (الإنجليزية)
- سالومون أولمبي على موقع عالم كرة القدم.نت (الإنجليزية)